# Culicoides benarrochi
Culicoides benarrochi är en tvåvingeart som beskrevs av Ortiz och Mirsa 1952. Culicoides benarrochi ingår i släktet Culicoides och familjen svidknott. Inga underarter finns listade i Catalogue of Life.